# Alfa llatina
L'alfa llatina, és una lletra de l'Alfabet llatí, basada en la a minúscula (a), o en l'alfa grega minúscula (α). Tot i que normalment la lletra admet variacions, s'ha de procurar de saber-les distingir de la on ɑ on les dues es fan servir.
A l'alfabet fonètic internacional, la ɑ representa una vocal posterior no arrodonida, mentre que la a representa una vocal oberta anterior no arrodonida.

## Codificació
La minúscula estava present en l'Unicode 1.0, com a U+0251 «a llatina minúscula». A la versió 1.1.5, el seu nom es va canviar a «lletra alfa llatina minúscula». La majúscula és present en l'Unicode 5.1 com U+2C6D.